# Greg Dreiling
Gregory Alan Dreiling , né le 7 novembre 1962 à Wichita au Kansas, est un ancien joueur américain de basket-ball ayant évolué au poste de pivot.

## Biographie
Après avoir passé sa carrière universitaire aux Shockers de Wichita State puis aux Jayhawks du Kansas, il a été drafté en 26e position par les Pacers de l'Indiana lors de la Draft 1986 de la NBA.